# São José do Sul
São José do Sul är en kommun i Brasilien.   Den ligger i delstaten Rio Grande do Sul, i den södra delen av landet, 1 600 km söder om huvudstaden Brasília. Antalet invånare är 2 082. Arean är 60 kvadratkilometer.
Terrängen i São José do Sul är platt söderut, men norrut är den kuperad.
I omgivningarna runt São José do Sul växer i huvudsak städsegrön lövskog. Runt São José do Sul är det ganska tätbefolkat, med 80 invånare per kvadratkilometer.